# Kdo byl kdo v historii Banské Bystrice
Kdo byl kdo v historii Banské Bystrice (slovensky Kto bol kto v histórii Banskej Bystrice) jsou biografické slovníky sestavené pracovníky Státní vědecké knihovny v Banské Bystrici. Zatímco první encyklopedie (Kdo byl kdo v historii Banské Bystrice 1255–2000) se věnuje osobnostem historickým, tedy v době vydání již zemřelým, druhá publikace (Kdo byl kdo v Banské Bystrici v roce 2001) mapuje osoby žijící.

## Kdo byl kdo vhistorii Banské Bystrice 1255–2000
Slovník představuje více než 2000 hesel nežijících osobností Banské Bystrice a jejích současných městských částí (Iliaš, Jakub, Kostiviarska, Kráľová, Kremnička, Majer, Podlavice, Radvaň, Rakytovce, Rudlová, Sásová, Senica, Skubín, Šalková a Uľanka), které se zde narodily, studovaly, žily, zemřely nebo které kratší či delší dobu působily, případně ovlivnily dění ve městě. Jsou zachyceny také lidé, jenž se podíleli na ekonomickém, politickém a kulturním rozvoji Slovenska, také takoví, kdož šířili jeho dobré jméno v zahraničí či o kterých psal soudobý tisk. Požáteční rok vymezení (1255) odkazuje k první písemné zmínce o městě.

## Kdo byl kdo vBanské Bystrici vroce 2001
Specificky koncipovaný regionální slovník personálního charakteru sestavila Darina Šovčíková. Představuje více než 300 osobností města Banská Bystrica, které se v roce 2001 podílely na ekonomickém, společenském a kulturním rozvoji města Banská Bystrica.